# Jacob de Nole
Jacob Colijn de Nole (Kamerijk, ca. 1535 - Utrecht, 8 maart 1601; Frans: Jacques de Nole) was een Nederlands beeldhouwer.

## Leven en werk
Hij was waarschijnlijk een zoon van Colijn de Nole (Guillaume) en nam zijn werkplaats over na zijn dood. Hij wordt genoemd in Utrecht vanaf 1552. Van 1560 tot 1561 werkte hij aan het herstel van beelden in de Utrechtse Mariakerk en werkte hij aan een aantal kindfiguren voor het doksaal van de kerk dat in 1543 was ontworpen door Jan van Scorel. Tussen 1568 en 1569 bouwde hij een tabernakel voor de Utrechtse Buurkerk, waarop hij in 1569 werd aangesteld als schatmeester van het Zadelmakersgilde. In 1580 werd hij belast met het maken van het graf voor de eerste Utrechtse aartsbisschop Frederik Schenck van Toutenburg († 1580) in de Dom. Of hij dit werkelijk heeft uitgevoerd is onzeker; een jaar later 'zuiverden' protestanten de Dom van alle katholieke invloeden en eerder verstoorden ze ook al de begrafenisplechtigheid. Al zijn werk is hierdoor verloren gegaan.
Van 1580 tot 1585 was de Nole vervolgens bezig met het maken van een graf voor heer Goert van Reede († 1585) en rond 1600 met een graf voor zijn vrouw Geertruyd van Nyenrode († 1605) in de Amerongense Andrieskerk, waarvan alleen de sterk beschadigde liggende figuren en een aantal stukjes van een reliëf zijn overgebleven; in 1672 wilden de Reedes zich niet onderwerpen aan het Franse gezag en namen de Fransen wraak door het monument kapot te slaan en de beelden omgekeerd in de vloer bij de ingang als dorpels te leggen, zodat de inwoners gedwongen waren ze met de voeten te treden. Later lagen ze verspreid op het kerkhof, waarop ze in 1907 werden gerestaureerd en herplaatst werden in de kerk.
In 1984 werden op de plek van de vroegere Mariakerk fragmenten gevonden van de grafsteen van Scorel, die wordt toegeschreven aan de Nole. Waarschijnlijk was het ontwerp van Scorel zelf. De grafsteen bevat een tondobuste van Scorel dat werd gemaakt door Scorels waarschijnlijke leerling Anthonis Mor. De Nole maakte voor zichzelf ook een epitaaf in de Paulusabdij.
Zijn zoon Willem de Nole bleef in Utrecht actief. Zijn zonen Robert de Nole en Hans de Nole (Jean) waren werkzaam in Antwerpen.

## Trivia
- Het memoriestuk voor Joost Sasbout (1546) wordt toegeschreven aan zijn vader.

- Biografisch Portaal: 06700430
- International Standard Name Identifier: 0000 0003 9991 6512
- Nederlandse Thesaurus van Auteursnamen: 123222982
- RKD-Nederlands Instituut voor Kunstgeschiedenis: 135235
- Union List of Artist Names: 500065077
- Virtual International Authority File: 295434304